# Fontaine-les-Ribouts
Fontaine-les-Ribouts és un municipi francès, situat al departament de l'Eure i Loir i a la regió de Centre – Vall del Loira. L'any 2007 tenia 236 habitants.

## Demografia

### Població
El 2007 la població de fet de Fontaine-les-Ribouts era de 236 persones. Hi havia 88 famílies, de les quals 20 eren unipersonals (12 homes vivint sols i 8 dones vivint soles), 32 parelles sense fills, 32 parelles amb fills i 4 famílies monoparentals amb fills.
La població ha evolucionat segons el següent gràfic:
Habitants censats

### Habitatges
El 2007 hi havia 116 habitatges, 91 eren l'habitatge principal de la família, 23 eren segones residències i 1 estava desocupat. 115 eren cases i 1 era un apartament. Dels 91 habitatges principals, 80 estaven ocupats pels seus propietaris, 7 estaven llogats i ocupats pels llogaters i 4 estaven cedits a títol gratuït; 7 tenien dues cambres, 15 en tenien tres, 23 en tenien quatre i 46 en tenien cinc o més. 77 habitatges disposaven pel capbaix d'una plaça de pàrquing. A 45 habitatges hi havia un automòbil i a 41 n'hi havia dos o més.

### Piràmide de població
La piràmide de població per edats i sexe el 2009 era:
| Homes | Edats   | Dones |
| ----- | ------- | ----- |
| 0     | 95 o +  | 0     |
| 0     | 90 a 94 | 0     |
| 4     | 85 a 89 | 0     |
| 0     | 80 a 84 | 0     |
| 4     | 75 a 79 | 4     |
| 12    | 70 a 74 | 4     |
| 0     | 65 a 69 | 4     |
| 4     | 60 a 64 | 12    |
| 12    | 55 a 59 | 4     |
| 0     | 50 a 54 | 4     |
| 12    | 45 a 49 | 8     |
| 12    | 40 a 44 | 16    |
| 8     | 35 a 39 | 4     |
| 8     | 30 a 34 | 8     |
| 4     | 25 a 29 | 0     |
| 12    | 20 a 24 | 4     |
| 8     | 15 a 19 | 4     |
| 12    | 10 a 14 | 8     |
| 4     | 5 a 9   | 4     |
| 0     | 0 a 4   | 4     |

## Economia
El 2007 la població en edat de treballar era de 144 persones, 113 eren actives i 31 eren inactives. De les 113 persones actives 102 estaven ocupades (50 homes i 52 dones) i 11 estaven aturades (7 homes i 4 dones). De les 31 persones inactives 11 estaven jubilades, 12 estaven estudiant i 8 estaven classificades com a «altres inactius».

### Ingressos
El 2009 a Fontaine-les-Ribouts hi havia 88 unitats fiscals que integraven 216 persones, la mediana anual d'ingressos fiscals per persona era de 18.621 €.

### Activitats econòmiques
Dels 3 establiments que hi havia el 2007, 2 eren d'empreses de construcció i 1 d'una empresa classificada com a «altres activitats de serveis».
Dels 2 establiments de servei als particulars que hi havia el 2009, 1 era una fusteria i 1 lampisteria.

## Poblacions més properes
El següent diagrama mostra les poblacions més properes.